# Средиземноморская область
Средиземноморская область (Средиземноморская подобласть) — область во флористическом районировании в биогеографии. Входит в Древнесредиземноморское подцарство Голарктического царства. Занимает районы вблизи побережий Средиземного моря, это — Южная Европа, побережье Северной Африки, к северу от Атласских гор, побережье Израиля и Ливана. Зона распространения субтропического сухого (средиземноморского типа) климата.

## Флора
По сравнению с флорой соседней, Макаронезийской области, здесь меньше реликтовых, древних, третичных форм, а больше молодых. Их возникновение связано с возрастающей ксерофилизацией. Число эндемичных родов невелико, но число эндемичных видов достигает 50%.
Основные древесные породы этой области — платан, маслина, каменный и кермесовый дубы (жестколистные), сосны (алеппская, приморская, итальянская, или пиния), земляничное дерево, фисташка, ладанник.
В западной части области растет бесствольная низкая пальма, хамеропс приземистый (Chamaerops humilis), в горах Ливана, Кипра и Северной Африки встречается кедр (Cedrus).